# GNOME Evolution
GNOME Evolution（在Novell於2003年收購Ximian前稱為Ximian Evolution，收購後則稱為Novell Evolution）是GNOME官方的個人資訊管理員，亦是工作群組資訊管理工具。它集合電郵、行事曆、地址簿與工作排程等功能於一身。自GNOME2.8以後，它是GNOME的官方套件。現在Evolution的開發由Novell所贊助。
它的用戶介面及功能非常類似於Microsoft Outlook。但它亦有一些獨特的特色，例如：對於所接收的郵件有全面的文字索引，以及一個「虛擬資料夾」功能。
Evolution能夠經由它的網路介面及一個名叫Connector的插件連接至Microsoft Exchange Server。而使用gnome-pilot可使其與Palm Pilot裝置進行同步化，而Multisync則容許它與移动电话及其他PDA進行同步。

## Evolution 2
Evolution 2，這個於2004年9月推出的新版，具有以下的新功能：
- 整合連線至Novell GroupWise
- 整合連線至Microsoft Exchange
- 增強IMAP帳戶的離線支援
- 無數的行事曆功能改進
- 支持S/MIME，增強聯絡人管理
- 整合Gaim整時通訊工具
- 增進桌面整合
- 更加遵守GNOME的人性化介面指引
- 整合SpamAssassin的功能（with user-defined spam score and whitelist rules in ~/.spamassassin/）

## Windows版的Evolution
在2005年1月，Novell的Nat Friedman 在他的博客上 指出該公司正在招募將GIMP移植至微軟視窗的程式設計師來為Evolution進行同樣的工作，最近更公佈 測試版（页面存档备份，存于）。
在這個通告公佈之前，有少數有著相同的目標的計劃已經開始進行（Evolution for Windows（页面存档备份，存于） being the most notable），但卻沒有任何一個進入測試階段。